# Hibbertia kimberleyensis
Hibbertia kimberleyensis är en tvåhjärtbladig växtart som beskrevs av Charles Austin Gardner. Hibbertia kimberleyensis ingår i släktet Hibbertia och familjen Dilleniaceae. Inga underarter finns listade i Catalogue of Life.